# 石桥杏奈
石桥杏奈（日语：／ Ishibashi An'na，1992年7月12日—），日本女演员兼模特，松井裕樹之妻。